# Pantirejo (Gabus)
Pantirejo is een bestuurslaag in het regentschap Pati van de provincie Midden-Java, Indonesië. Pantirejo telt 1427 inwoners (volkstelling 2010).